# Гюлер, Яшар
Яшар Гюлер (тур. Yaşar Güler; род. 18 сентября 1954, Ардахан) — генерал вооружённых сил Турции. В июле 2018 года занял должность начальника Генерального штаба, сменив на этом посту Хулуси Акара. Министр обороны Турции с 3 июня 2023 года.

## Биография
В 1972 году начал обучение в Военной академии Турции. С 1974 года продолжил военную карьеру на службе в сухопутные войска. В течение 10 лет служил в различных пехотных ротах и ротах связи. Затем стал командиром одной из них. В 1986 году окончил Военный армейский колледж Турции с отличием и получил звание офицера штаба. В 2001 году ему было присвоено звание бригадного генерала, командовал 10-й пехотной бригадой, а также Департаментом планирования и координации Генерального штаба.
В 2005 году ему было присвоено звание дивизионного генерала, помимо работы в Генеральном штабе руководил Школой связи и электронных информационных систем вооружённых сил Турции в Анкаре. В 2009 году был назначен на должность командира 4-м армейским корпусом, где служил более 2 лет в звании генерал-лейтенанта. С 2011 по 2013 год был начальником разведки вооружённых сил, а затем стал заместителем начальника Генерального штаба в 2013 году. В 2016—2017 годах был повышен в звании до генерала и стал командующим Турецкой жандармерией. В 2017—2018 годах командующий сухопутными войсками. 10 июля 2018 года был назначен президентом Реджепом Тайипом Эрдоганом начальником Генерального штаба вооружённых сил, сменив на этом посту Хулуси Акара, который в тот же день был назначен министром национальной обороны.
3 июня 2023 года был назначен министром национальной обороны в 67-м правительстве Турции.
Женат на Демет Гюлер, имеет ребёнка и двух внуков.